# 194 км
194 км — опустевший населенный пункт (тип: железнодорожная будка) в городском округе город Ульяновск Ульяновской области России.

## География
Находится в Ленинском районе Ульяновска у железнодорожной линии Ульяновск — Буинск.

## История
Населённый пункт появился в 1942 году при строительстве железной дороги «Волжская рокада». В селении жили семьи тех, кто обслуживал железнодорожную инфраструктуру.

## Население
| 2010 |
| ---- |
| 0    |

## Инфраструктура
Путевое хозяйство. Действовал остановочный пункт 194 километр.

## Транспорт
Железнодорожный транспорт.